# Veronica arguteserrata
Veronica arguteserrata är en grobladsväxtart som beskrevs av Eduard August von Regel och Schmalh.. Veronica arguteserrata ingår i släktet veronikor, och familjen grobladsväxter. Inga underarter finns listade i Catalogue of Life.